# جک وایت (تهیه‌کننده فیلم)
جک وایت (انگلیسی: Jack White؛ ‏ ۲ مارس ۱۸۹۷ – ۱۰ آوریل ۱۹۸۴) تهیه‌کننده فیلم، فیلم‌نامه‌نویس و کارگردان فیلم اهل ایالات متحده آمریکا بود.
از فیلم‌هایی که وی در آن‌ها نقش داشته است، می‌توان به دوک ناگهان وارد می‌شود، صفحه آخر، ویندی رایلی به هالیوود می‌رود و گوش کن لینا اشاره نمود.